# John Lowe
John Duff Lowe (Liverpool, 13 aprile 1942 – Liverpool, 22 febbraio 2024) è stato un pianista britannico, noto per essere stato il pianista dei Quarrymen, diventati poi i Beatles.
Morì il 22 febbraio 2024 all'età di 81 anni.